# Apamea (Babilonia)
Apamea o Apameia (in greco antico: Ἀπάμεια?) era un'antica città della Mesopotamia, o forse due vicine tra loro, menzionata da Stefano di Bisanzio e Plinio, che la collocavano vicino al Tigri, nei pressi della confluenza con il fiume Eufrate; la posizione precisa è, però, ancora incerta, ma quasi sicuramente si trova nel moderno Iraq.

## Localizzazione
Stefano di Bisanzio descrive Apamea, collocandola nel territorio di Mesene, circondata dal Tigri. In questo luogo, dove doveva sorgere la città di Apamea, scorrevano il Tigri a sinistra e il fiume Sellas a destra, circostanza che rendeva più sicura la città. Plinio, invece, parla del Tigri dicendo che circonda Apamea, definendola una città di Mesene, situata a 125 miglia da Seleucia, nella pianura chiamata Cauchae; Plinio infatti dice che, quando le acque dei due fiumi si uniscono ancora una volta, il fiume prende il nome di Pasitigris.
Nella descrizione questi sono gli unici punti certi: c'è un luogo a ovest di Seleucia chiamato Coche e Seleucia è a sud di Baghdad. Risulta, tuttavia, difficile da spiegare il passaggio di Plinio in cui si cerca di determinare il probabile luogo dove dovrebbe sorgere la città di Apamea.
Non può essere Korna, come alcuni suppongono, uno fra tutti Claudio Tolomeo, che reputa la città dove il Tigri e l'Eufrate si incontrano, ma sia per Stefano di Bisanzio sia per Plinio il sito della città è in un punto dove questi due fiumi sono ancora divisi. Plinio pone Digba a Korna, allo svincolo dei due fiumi, ma indica anche un'altra Apamea in Sittacene.
Jean-Baptiste Bourguignon d'Anville suppone che tale Apamea si trovasse nel punto in cui il Dijeil, attualmente asciutto, si gettava dal Tigri. Il Mesene era allora tra situato tra il Tigri e il Dijeil. Il nome "Sellas", che Stefano di Bisanzio dà a questo fiume, è probabilmente frutto di un'errata traduzione dai suoi scritti. Anche se Plinio colloca nello stesso posto Apamea in entrambi gli estratti che sono stati ritrovati, forse parla di due posti differenti.
Non contando l'Apamea di Plinio in Sittacene, a quanto pare, c'erano almeno due città diverse (una descritta da Plinio e Stefano di Bisanzio, l'altra da Claudio Tolomeo), che sembra fossero vicine, che erano la parte superiore e inferiore di un unico gruppo di insediamenti.
Theodor Nöldeke sostiene che il dialetto parlato nell'Apamea inferiore (quella descritta da Claudio Tolomeo), probabilmente situata nei pressi di Korna, fosse simile alla lingua mandaica.